# موسوعة الكسنزان فيما اصطلح عليه أهل التصوف والعرفان
موسوعة الكسنزان فيما اصطلحَ عليهِ أهلُ التصوفِ والعرفان هي موسوعة كُتب شاملة من تأليف الشيخ محمد عبدالكريم الكسنزان تختص بدراسة علم التصوف ونشأتهُ وبدايته ودراسة تاريخ بعض أعلام التصوف، تمَ نشرُها بتاريخ 2005م وأستغرقت أكثرَ من عشر سنوات من أجل كتابتها.